# Лашче (Боровница)
Лашче (словен. Lašče) је насељено место у општини Боровница, Средњесловенска регија, Словенија.

## Историја
До територијалне реорганизације у Словенији било је у саставу старе општине Врхника.

## Становништво
У попису становништва из 2021. године, Лашче је имало 1 становника.
| Број становника према пописима | Број становника према пописима | Број становника према пописима | Број становника према пописима |
| ------------------------------ | ------------------------------ | ------------------------------ | ------------------------------ |
| 1991                           | 2002                           | 2011                           | 2021                           |
| 3                              | З                              | 1                              | 1                              |

- Ознака З представља заштићене податке.